# Apple File System
Apple File System або APFS — файлова система, розроблена Apple Inc. для заміни попередньої файлової системи HFS+.

## Огляд
Apple File System – це нова, сучасна файлова система, розроблена компанією Apple для використання в iOS, macOS, tvOS і watchOS. Ця файлова система, оптимізована для роботи з Flash/SSD накопичувачами, включає в себе функціональність сильного шифрування, copy-on-write, space sharing, клонування файлів і папок, створення знімків (snapshots).
APFS стала файловою системою в iOS версії 10.3. Можливість вибрати APFS як основну на етапі установки з'явилася в macOS High Sierra (версія 10.13).

## Особливості

### Знімки файлової системи
APFS підтримує моментальні знімки, створені в заданий момент часу примірники файлової системи, призначені тільки для читання.

### Шифрування
APFS буде здійснювати шифрування диска для файлів і чутливих метаданих. Вона буде підтримувати такі моделі шифрування для кожного тома в контейнері:
- без шифрування
- один ключ шифрування
- мульти-ключ шифрування, який шифрує кожен файл з окремим ключем і метадані, зашифровані іншим ключем.

### Захист від збоїв
Файлова система компанії Apple розроблена, щоб уникнути пошкодження метаданих, які могли статися через збій системи.

## Обмеження
Файлова система використовує контрольні суми для перевірки цілісності метаданих (але не для користувацьких даних).

## Підтримка

### macOS
Файлова система APFS доступна, з численними обмеженнями, вже в macOS Sierra, але вважається експериментальною. 
Серед обмежень: 
- Диски, відформатовані в поточній версії Sierra APFS можуть бути несумісні з майбутніми версіями macOS, так само як і з остаточною версією APFS.
- В даний час не підтримується перетворення тома HFS+ в APFS.
- В даний час APFS є чутливою до регістру символів.
- Диски, відформатовані APFS, не можуть бути використані в Time Machine і FileVault, а також не підтримуються технологією Fusion Drive.

Диск може бути відформатований в APFS в macOS Sierra за допомогою утиліти командного рядка diskutil. Остаточний варіант APFS очікується в 2017 році.

### Система iOS
Компанія Apple випустила iOS 10.3, включивши в неї підтримку файлової системи APFS.